# 土佐市
土佐市（とさし）は、高知県中部に位置する市。面積は県内11市の中で最小となっている。

## 地理

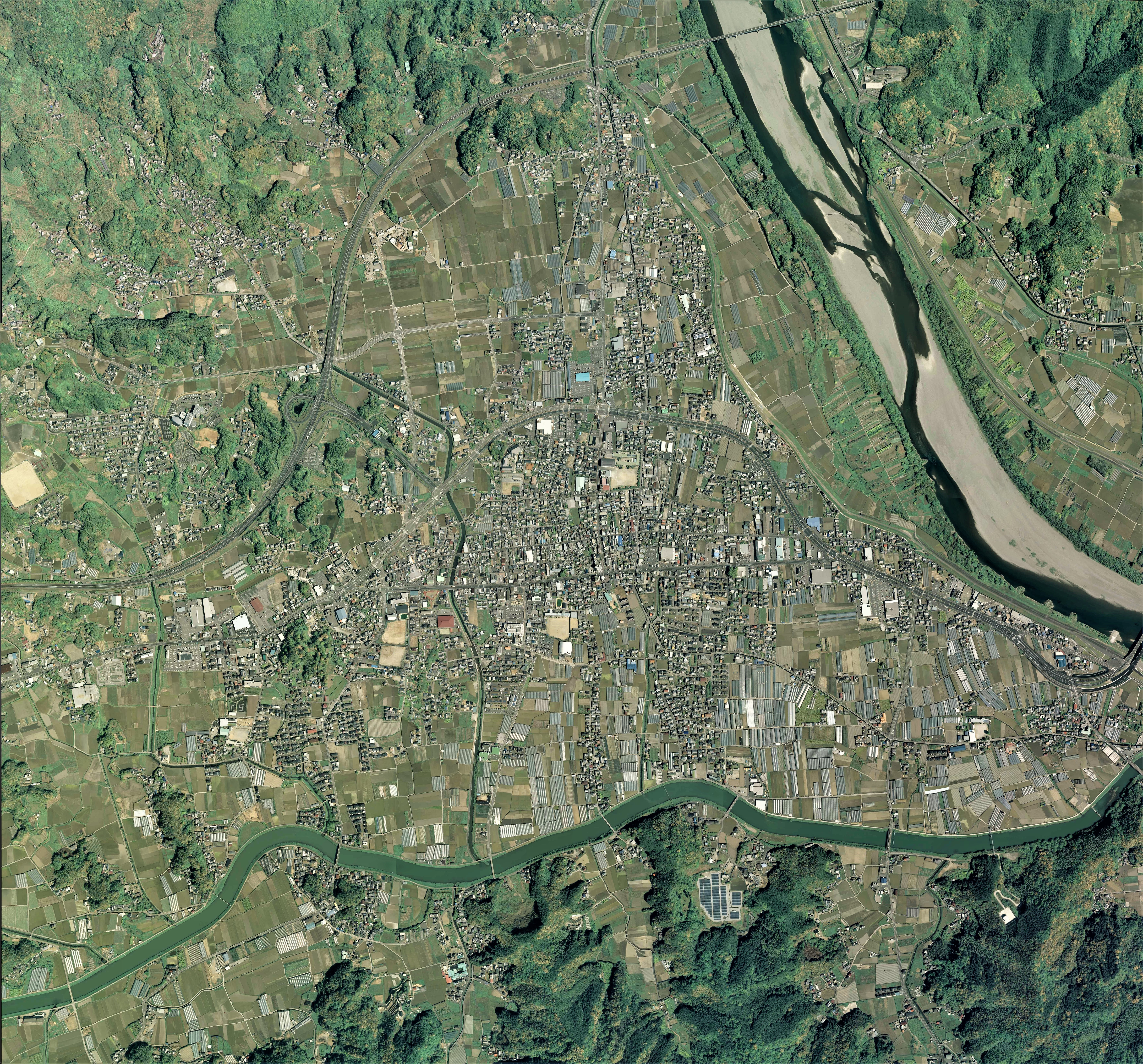
土佐市中心部周辺の空中写真。
2014年4月25日撮影の14枚を合成作成。。

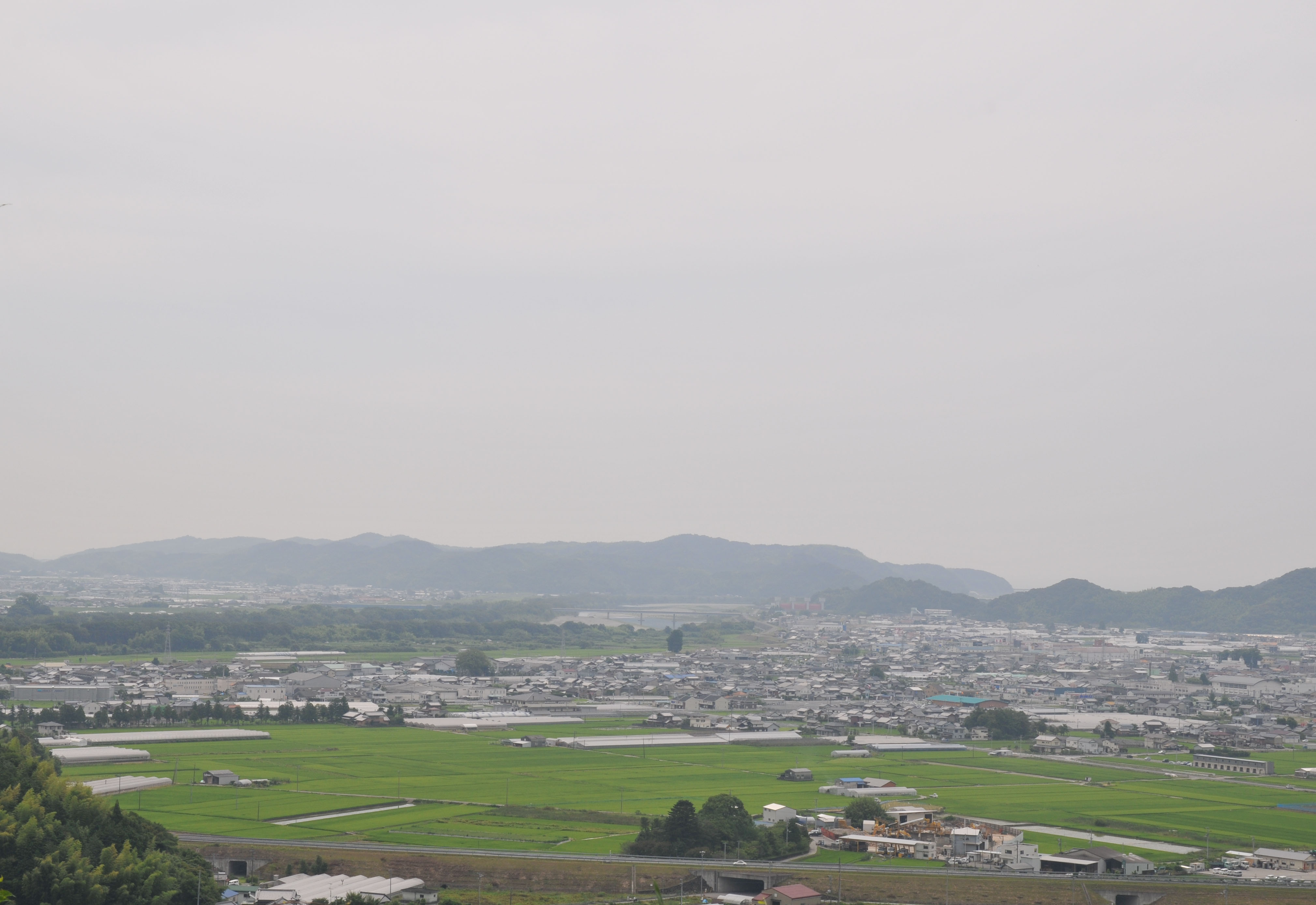
土佐市中心部全景（清瀧寺より望む）

高知県のほぼ中央部に位置し、高知市から車で約20分の距離にある。市の東部は石鎚山系を源流とする仁淀川下流の右岸に広がる高岡平野に小都市を形成し、北部および西部は山に囲まれ、南部は太平洋に面していて日照時間は年間2230時間で日本一を記録している。市域は東西約14.5km、南北約6.4kmである。

### 山地
主な山
- 虚空蔵山 (674.7m)
- 松尾山

### 河川

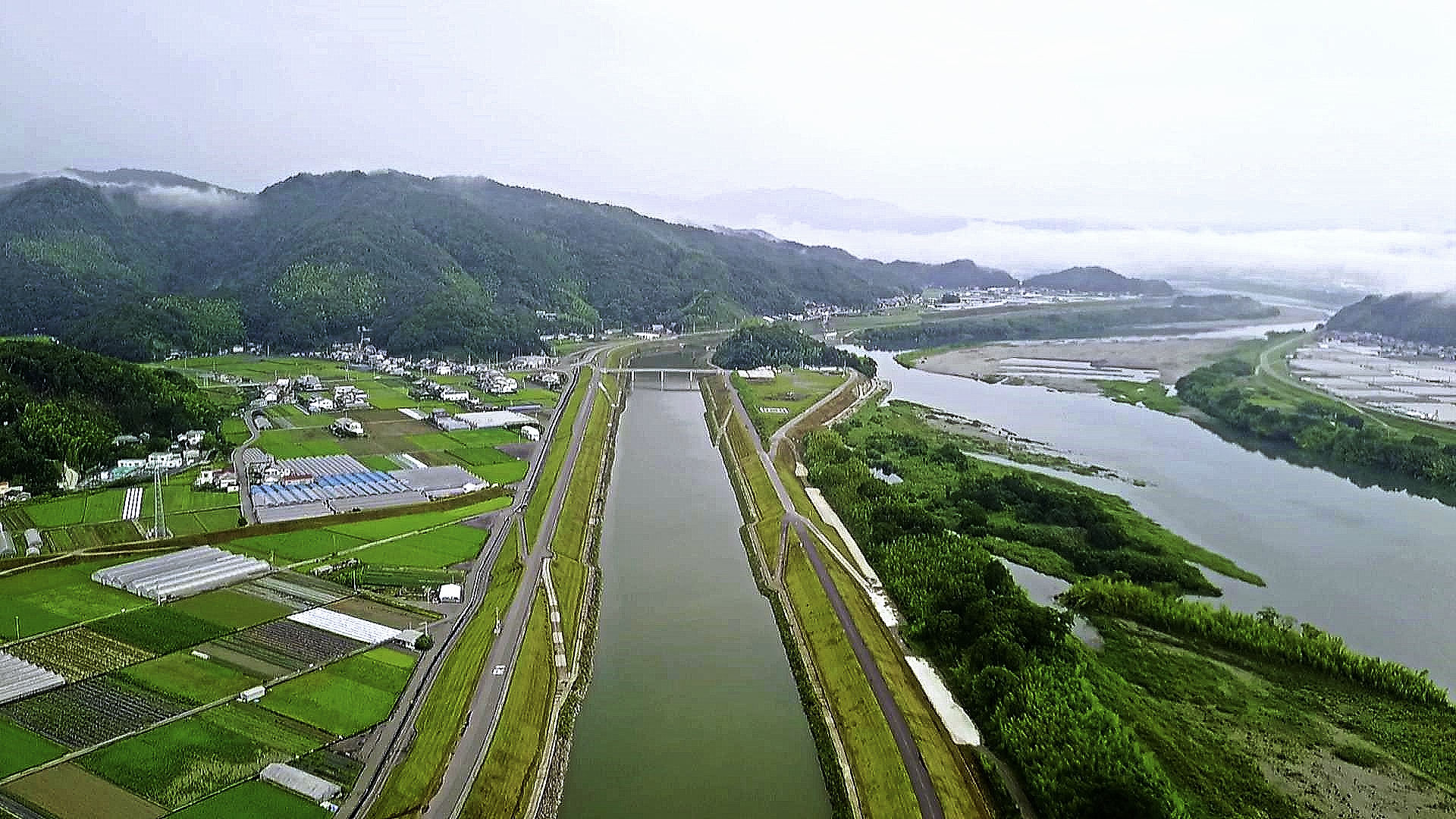
波介川（はげがわ）導流路整備後の空撮写真

主な川
- 仁淀川
- 波介川（はげがわ）

### 湖沼

土佐市蟹ヶ池

主な池
- 蟹ヶ池

### 海域
- 土佐湾 - 今後発生が予見されている南海トラフ巨大地震の際には、市内の海岸に最大13mの津波が到達することが予想されている[2]。

### 断層
- 仏像構造線

### 気候
ケッペンの気候区分では温暖湿潤気候(Cfa)に分類され、年間降水量は約2600mmである。
| 高知地方気象台の気候                                    | 高知地方気象台の気候 | 高知地方気象台の気候 | 高知地方気象台の気候 | 高知地方気象台の気候 | 高知地方気象台の気候 | 高知地方気象台の気候 | 高知地方気象台の気候 | 高知地方気象台の気候 | 高知地方気象台の気候 | 高知地方気象台の気候 | 高知地方気象台の気候 | 高知地方気象台の気候 | 高知地方気象台の気候 |
| 月                                                      | 1月                  | 2月                  | 3月                  | 4月                  | 5月                  | 6月                  | 7月                  | 8月                  | 9月                  | 10月                 | 11月                 | 12月                 | 年                   |
| ------------------------------------------------------- | -------------------- | -------------------- | -------------------- | -------------------- | -------------------- | -------------------- | -------------------- | -------------------- | -------------------- | -------------------- | -------------------- | -------------------- | -------------------- |
| 最高気温記録 °C （°F）                                  | 23.5 (74.3)          | 25.2 (77.4)          | 26.3 (79.3)          | 30.0 (86)            | 32.3 (90.1)          | 34.7 (94.5)          | 38.3 (100.9)         | 38.4 (101.1)         | 36.9 (98.4)          | 32.2 (90)            | 28.0 (82.4)          | 23.5 (74.3)          | 38.4 (101.1)         |
| 平均最高気温 °C （°F）                                  | 12.2 (54)            | 13.2 (55.8)          | 16.3 (61.3)          | 20.9 (69.6)          | 24.8 (76.6)          | 27.1 (80.8)          | 30.8 (87.4)          | 32.1 (89.8)          | 29.5 (85.1)          | 25.0 (77)            | 19.6 (67.3)          | 14.4 (57.9)          | 22.2 (72)            |
| 日平均気温 °C （°F）                                    | 6.7 (44.1)           | 7.8 (46)             | 11.2 (52.2)          | 15.8 (60.4)          | 20.0 (68)            | 23.1 (73.6)          | 27.0 (80.6)          | 27.9 (82.2)          | 25.0 (77)            | 19.9 (67.8)          | 14.2 (57.6)          | 8.8 (47.8)           | 17.3 (63.1)          |
| 平均最低気温 °C （°F）                                  | 2.1 (35.8)           | 3.1 (37.6)           | 6.4 (43.5)           | 10.9 (51.6)          | 15.5 (59.9)          | 19.7 (67.5)          | 23.9 (75)            | 24.5 (76.1)          | 21.4 (70.5)          | 15.6 (60.1)          | 9.7 (49.5)           | 4.2 (39.6)           | 13.1 (55.6)          |
| 最低気温記録 °C （°F）                                  | −7.6 (18.3)          | −7.9 (17.8)          | −6.5 (20.3)          | −0.9 (30.4)          | 3.8 (38.8)           | 9.1 (48.4)           | 14.6 (58.3)          | 15.9 (60.6)          | 10.0 (50)            | 2.5 (36.5)           | −1.9 (28.6)          | −6.6 (20.1)          | −7.9 (17.8)          |
| 降水量 mm （inch）                                      | 59.1 (2.327)         | 107.8 (4.244)        | 174.8 (6.882)        | 225.3 (8.87)         | 280.4 (11.039)       | 359.5 (14.154)       | 357.3 (14.067)       | 284.1 (11.185)       | 398.1 (15.673)       | 207.5 (8.169)        | 129.6 (5.102)        | 83.1 (3.272)         | 2,666.4 (104.976)    |
| 降雪量 cm （inch）                                      | 0 (0)                | 0 (0)                | 0 (0)                | 0 (0)                | 0 (0)                | 0 (0)                | 0 (0)                | 0 (0)                | 0 (0)                | 0 (0)                | 0 (0)                | 0 (0)                | 1 (0.4)              |
| 平均降水日数 （≥0.5 mm）                                | 6.0                  | 7.5                  | 10.5                 | 10.4                 | 11.1                 | 15.1                 | 13.7                 | 12.9                 | 13.2                 | 9.0                  | 7.3                  | 6.4                  | 123.2                |
| 平均降雪日数                                            | 4.0                  | 3.0                  | 1.3                  | 0.0                  | 0.0                  | 0.0                  | 0.0                  | 0.0                  | 0.0                  | 0.0                  | 0.0                  | 2.0                  | 10.3                 |
| % 湿度                                                  | 61                   | 60                   | 62                   | 65                   | 70                   | 78                   | 79                   | 76                   | 74                   | 68                   | 68                   | 64                   | 69                   |
| 平均月間日照時間                                        | 190.7                | 177.2                | 192.2                | 197.3                | 195.7                | 133.8                | 173.7                | 204.0                | 162.0                | 179.6                | 168.8                | 184.6                | 2,159.7              |
| 出典：気象庁 (平均値：1991年-2020年、極値：1886年-現在) |                      |                      |                      |                      |                      |                      |                      |                      |                      |                      |                      |                      |                      |

### 町・字一覧
（五十音順）
- 浅井（あざい）
- 家俊（いえとし）
- 出間（いずま）
- 市野々（いちのの）
- 岩戸（いわと）
- 宇佐町井尻（うさちょういのしり）
- 宇佐町渭浜（うさちょういはま）
- 宇佐町宇佐（うさちょううさ）
- 宇佐町福島（うさちょうふくしま）
- 宇佐町竜（うさちょうりゅう）
- 甲原（かんばら）
- 北地（きたじ）
- 積善寺（しゃくぜんじ）
- 高岡町（たかおかちょう）
- 鷹ノ巣（たかのす）
- 太郎丸（たろうまる）
- 塚地（つかじ）
- 中島（なかじま）
- 永野（ながの）
- 新居（にい）
- 西鴨地（にしかもじ）
- 波介（はげ）
- 蓮池（はすいけ）
- 東鴨地（ひがしかもじ）
- 福田（ふくだ）
- 本村（ほんむら）
- 宮ノ内（みやのうち）
- 用石（もちいし）
- 谷地（やつじ）

※土佐市では住居表示を実施しておらず、「丁目」のある町名もない。

### 人口
| |                                        |  |
| 土佐市と全国の年齢別人口分布（2005年） | 土佐市の年齢・男女別人口分布（2005年） |  |
| ■紫色 ― 土佐市 ■緑色 ― 日本全国 | ■青色 ― 男性 ■赤色 ― 女性              |  |
| 土佐市（に相当する地域）の人口の推移 \| 1970年（昭和45年） \| 29,905人 \| \| \| 1975年（昭和50年） \| 30,679人 \| \| \| 1980年（昭和55年） \| 31,677人 \| \| \| 1985年（昭和60年） \| 32,147人 \| \| \| 1990年（平成2年） \| 31,564人 \| \| \| 1995年（平成7年） \| 30,723人 \| \| \| 2000年（平成12年） \| 30,338人 \| \| \| 2005年（平成17年） \| 30,011人 \| \| \| 2010年（平成22年） \| 28,686人 \| \| \| 2015年（平成27年） \| 27,038人 \| \| \| 2020年（令和2年） \| 25,732人 \| \| |                                        |  |
| 総務省統計局 国勢調査より |                                        |  |
| 1970年（昭和45年） | 29,905人                               |  |
| 1975年（昭和50年） | 30,679人                               |  |
| 1980年（昭和55年） | 31,677人                               |  |
| 1985年（昭和60年） | 32,147人                               |  |
| 1990年（平成2年） | 31,564人                               |  |
| 1995年（平成7年） | 30,723人                               |  |
| 2000年（平成12年） | 30,338人                               |  |
| 2005年（平成17年） | 30,011人                               |  |
| 2010年（平成22年） | 28,686人                               |  |
| 2015年（平成27年） | 27,038人                               |  |
| 2020年（令和2年） | 25,732人                               |  |

### 隣接している自治体
高知県
- 高知市
- 須崎市
- 吾川郡いの町
- 高岡郡日高村
- 高岡郡佐川町

## 歴史
紀元前4000年代、現在の高岡町野田地区に縄文人が住みつく。11世紀、清瀧寺薬師如来像造られる。1961年（昭和36年）、うるめ一本釣漁法を橋村政次郎が考案する。

### 沿革

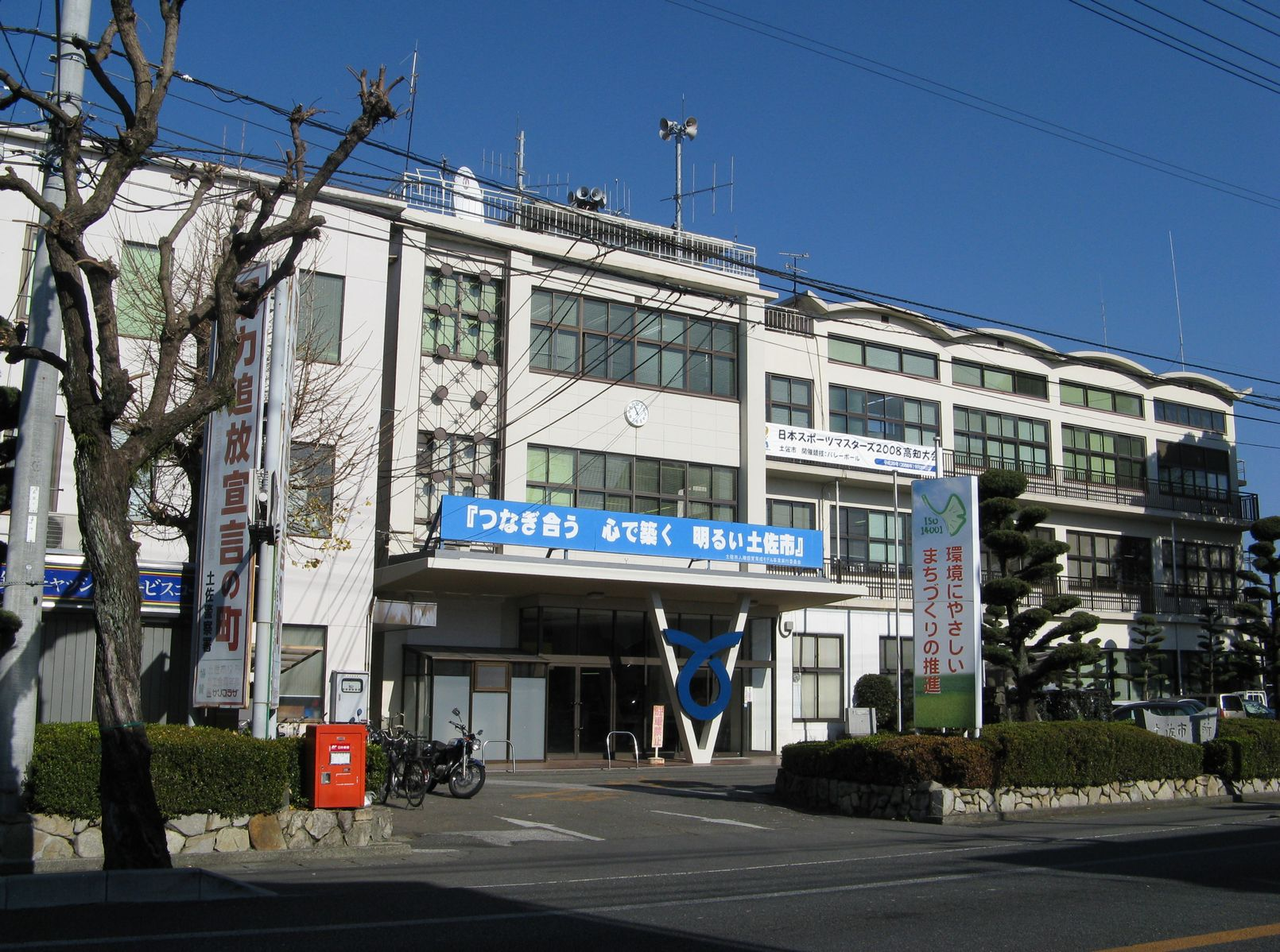
土佐市役所旧本庁舎
（2007年12月撮影）
現在の本庁舎は2022年7月竣工。

- 1889年（明治22年）4月1日 - 町村制の施行により、近世以来の高岡郡高岡村が単独で自治体を形成。
- 1899年（明治32年）3月1日 - 町制施行により高岡町となる。
- 1954年（昭和29年）3月31日 - 北原村・高石村・波介村・蓮池村・戸波村と合併し、改めて高岡町が発足。
- 1958年（昭和33年）4月1日 - 宇佐町・新居村と合併し、改めて高岡町が発足。
- 1959年（昭和34年）1月1日 - 改称のうえ市制施行して土佐市となる。改名は富山県高岡市との同名回避のため。
- 1975年（昭和50年）8月17日 - 台風5号による災害が発生。6名が死亡[6]。
- 1976年（昭和51年）9月12日～9月13日 - 台風17号による災害が発生。土佐市の総雨量は940mmに達し、家屋の被害は全壊1戸、床上浸水175戸および床下浸水608戸[6]。
- 2023年（令和5年）6月7日 - 観光交流施設「南風（まぜ）」が、施設を管理するNPO法人「新居を元気にする会」から退去を要求されたことをSNSへ投稿したところ拡散され、市役所に脅迫メールが届くなど炎上騒ぎとなった。これに対し土佐市の板原市長は「市にも責任の一端がある」と発言し土佐市に新規入居者に排他的な風潮があることが露見するところとなった[7]。更に、高知県の浜田省司知事も5月24日の記者会見でこの問題に触れ「悪い方向にいけば高知県は移住者に対して冷たいんじゃないかという誤解を生じる恐れが広がることになりかねない。移住とか観光とかのイメージダウンにつながってしまう」と強い懸念を示した[8]。

## 行政

### 市長
- 初代: 塩見俊雄（1958年4月 - 1962年）
- 第2代: 山本信光（1962年4月 - 1968年12月）任期途中で退任
- 第3代: 板原伝（1969年2月 - 1983年）
- 第4代: 近添美豊（1983年2月 - 1991年）
- 第5代: 籠尾源吉（1991年2月 - 1995年）
- 第6代: 五藤一成（1995年2月 - 1995年10月）
- 第7代: 森田康生（1995年10月29日 - 2007年10月28日）
- 第8代: 板原啓文（2007年10月29日 - ）

## 施設

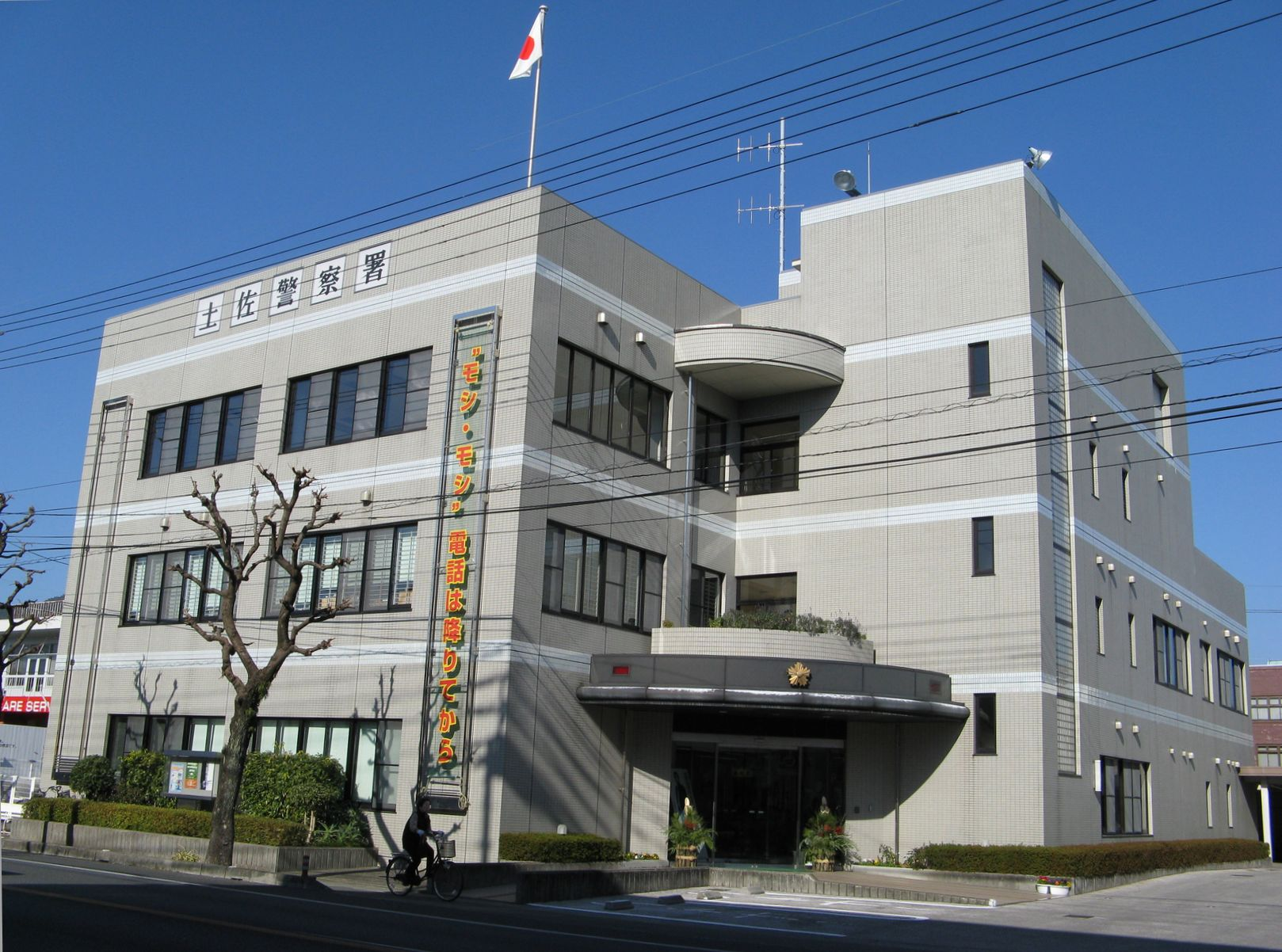
土佐警察署

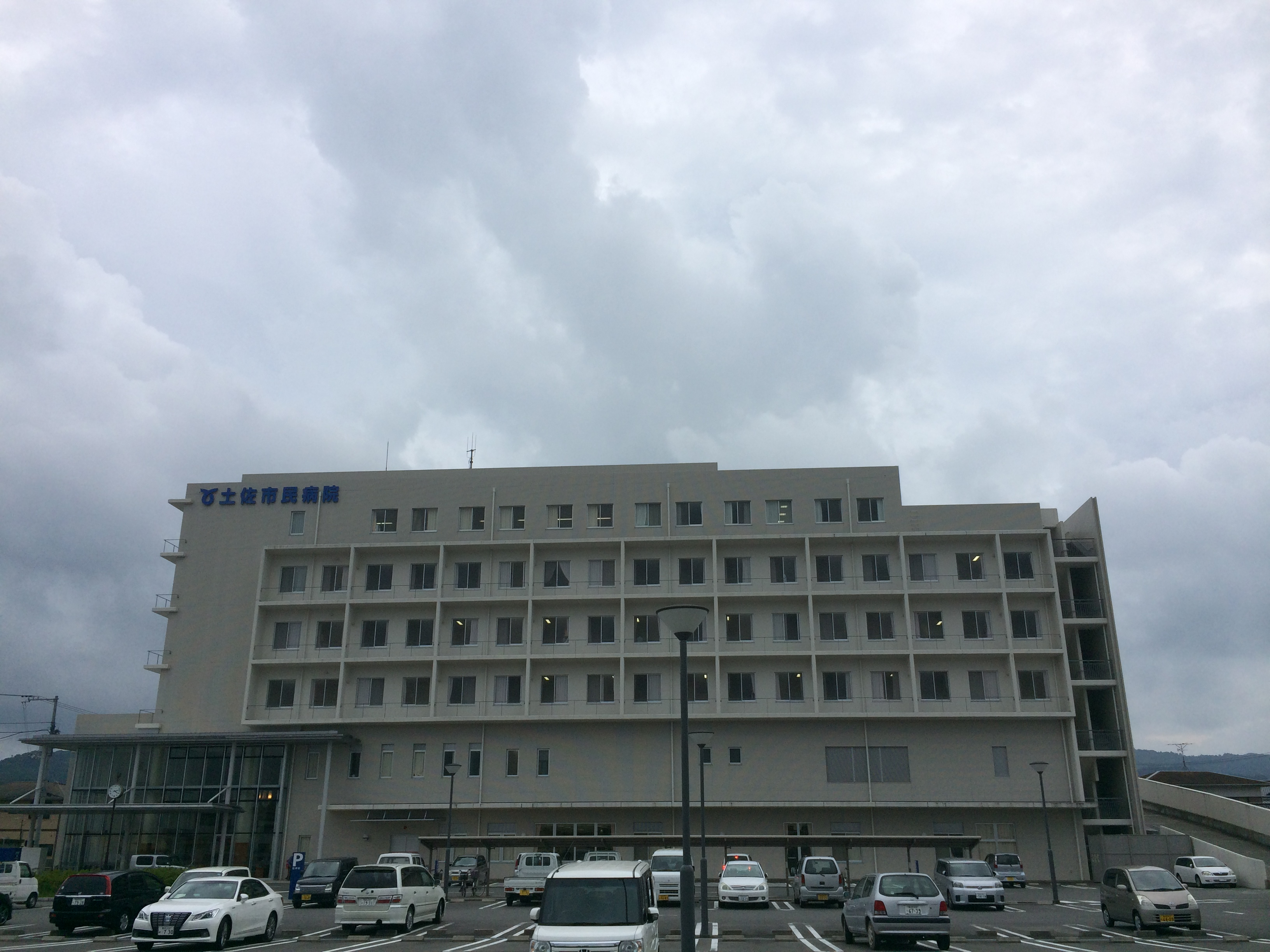
土佐市民病院

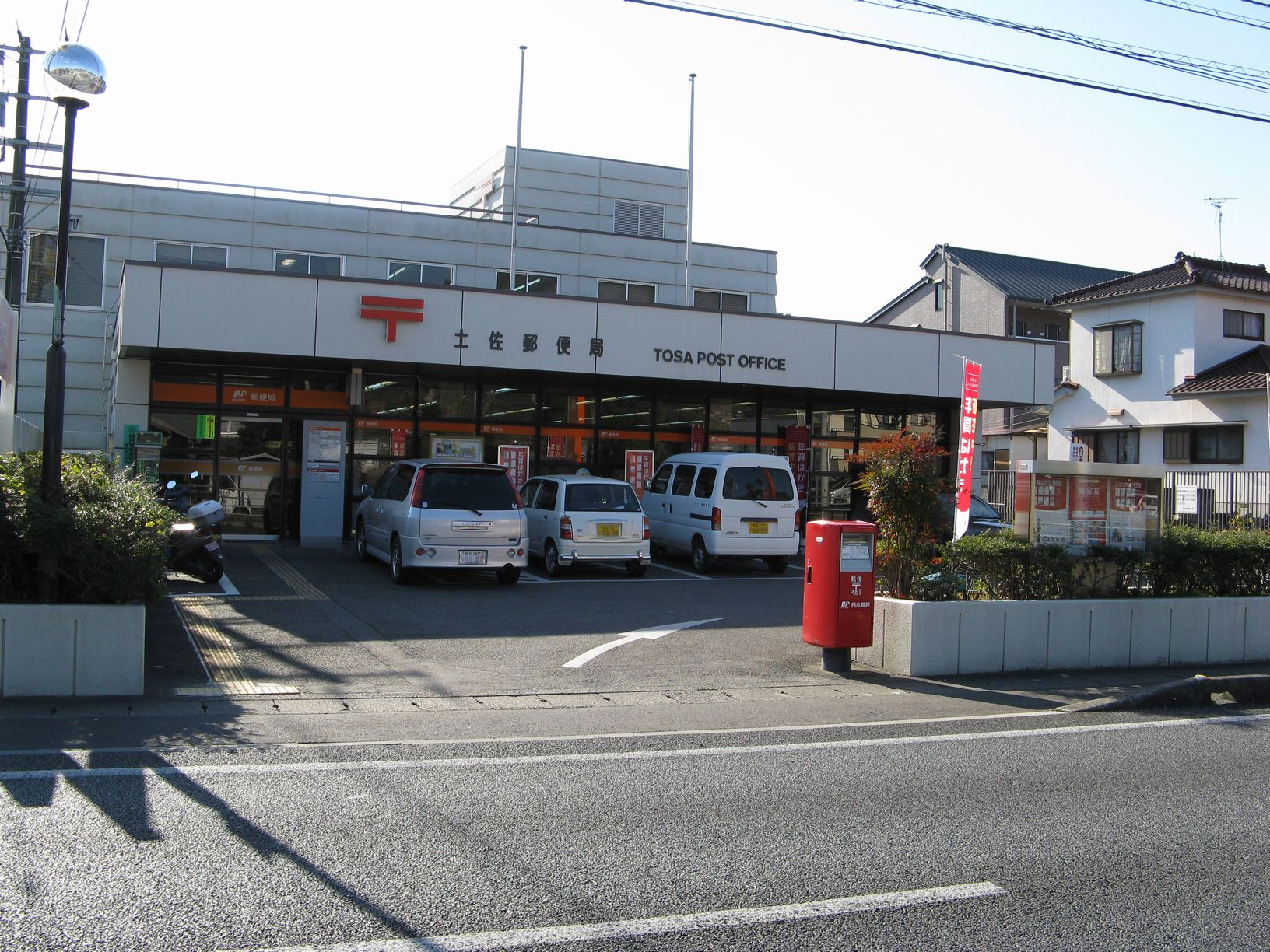
土佐郵便局

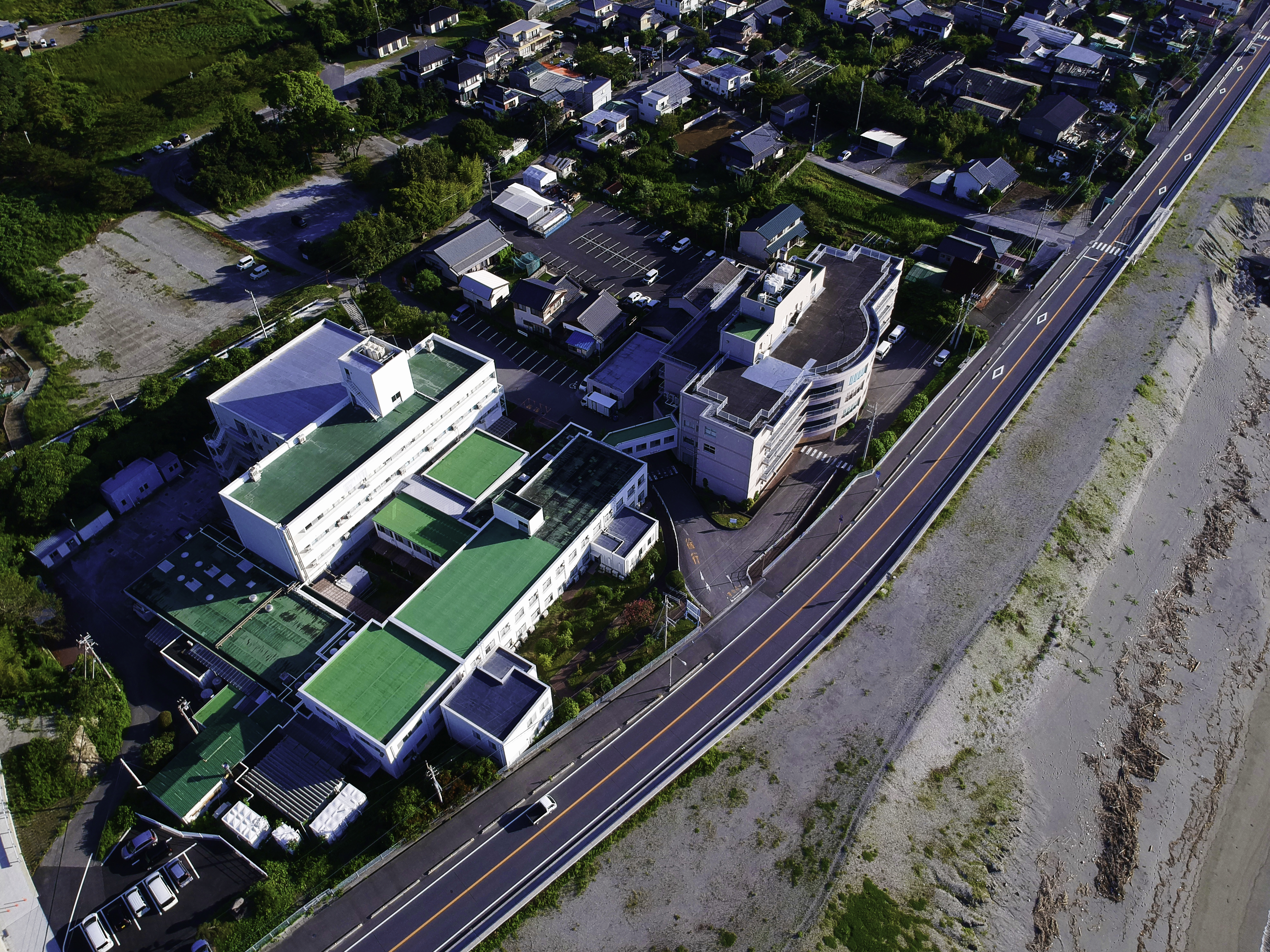
白菊園病院

### 県の機関
- 高知県中央西農業振興センター
- 高知県中央家畜保健衛生所

### 警察
- 高知県土佐警察署

駐在所
- 新居駐在所（土佐市新居66番地40）
- 宇佐駐在所（土佐市宇佐町宇佐717番地4）
- 北原駐在所（土佐市北地216番地1）
- 戸波駐在所（土佐市家俊1176番地3）

### 消防
- 土佐市消防本部・土佐市消防署

### 医療
主な病院
- 白菊園病院
- 土佐市民病院 - 高知県災害拠点病院

### 郵便局
主な郵便局
- 土佐郵便局

### 運動
- 土佐市立市民体育館

## インフラストラクチャー

### 電気
電灯の使用開始は1912年（明治45年）1月の北原水力電気の設立による。北原村大字甲原（甲原川）に水力発電所が建設された。1914年（大正3年）5月に事業開始した。供給区域は高岡郡高岡町、蓮池村、北原村、佐川町、越知町、宇佐村、高石村、波介村、戸波村、斗賀野村

## 姉妹都市・提携都市

### 海外
姉妹都市
- イタチーバ市（ブラジル連邦共和国サンパウロ州）

1989年（平成元年）8月5日 姉妹都市提携

### 国内
友好都市
- 江別市（北海道）
1978年（昭和53年）7月15日 友好都市提携

## 経済

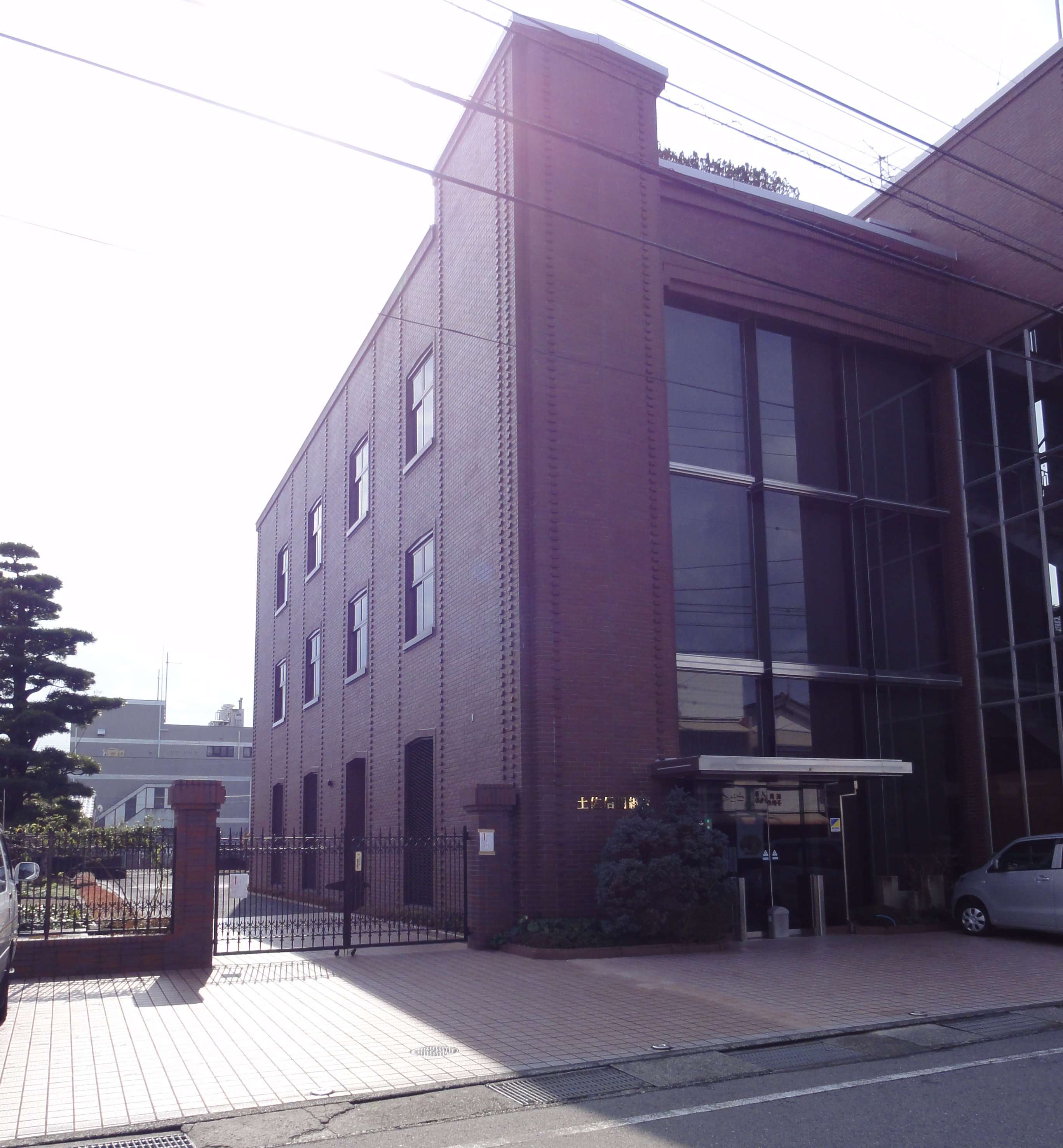
土佐信用組合本店

温暖な気候と鎌田井筋の豊富な水の恩恵を受け、昔から農業の盛んな地域で、平野部ではビニールハウスによる施設園芸、周辺の山地では果樹栽培（土佐文旦など）が行われている。また、仁淀川の豊かな伏流水は製紙工業を育て、太平洋に臨む宇佐町では沿岸漁業や水産加工などが伝統的な基幹産業として発展してきた。鰹節は江戸時代後期から宇佐を代表する名産品である。

### 商業
主な商業施設
- イエローハット土佐店
- 宇佐ショッピングセンター
- コーナン土佐店
- マルナカ土佐店
- ヤマダデンキテックランド高知土佐店
- サニーマート高岡店
- サンシャインチェーンオリビオ店

### 市内に本社を置く主な企業
- 亀泉酒造
- サンプラザ
- 土佐信用組合
- 土佐電子

### 市内に拠点を置く主な企業
- 土佐信用組合
- 三和製紙
- 三昭紙業
- JA高知県土佐市支所（旧JA土佐市）

## 教育

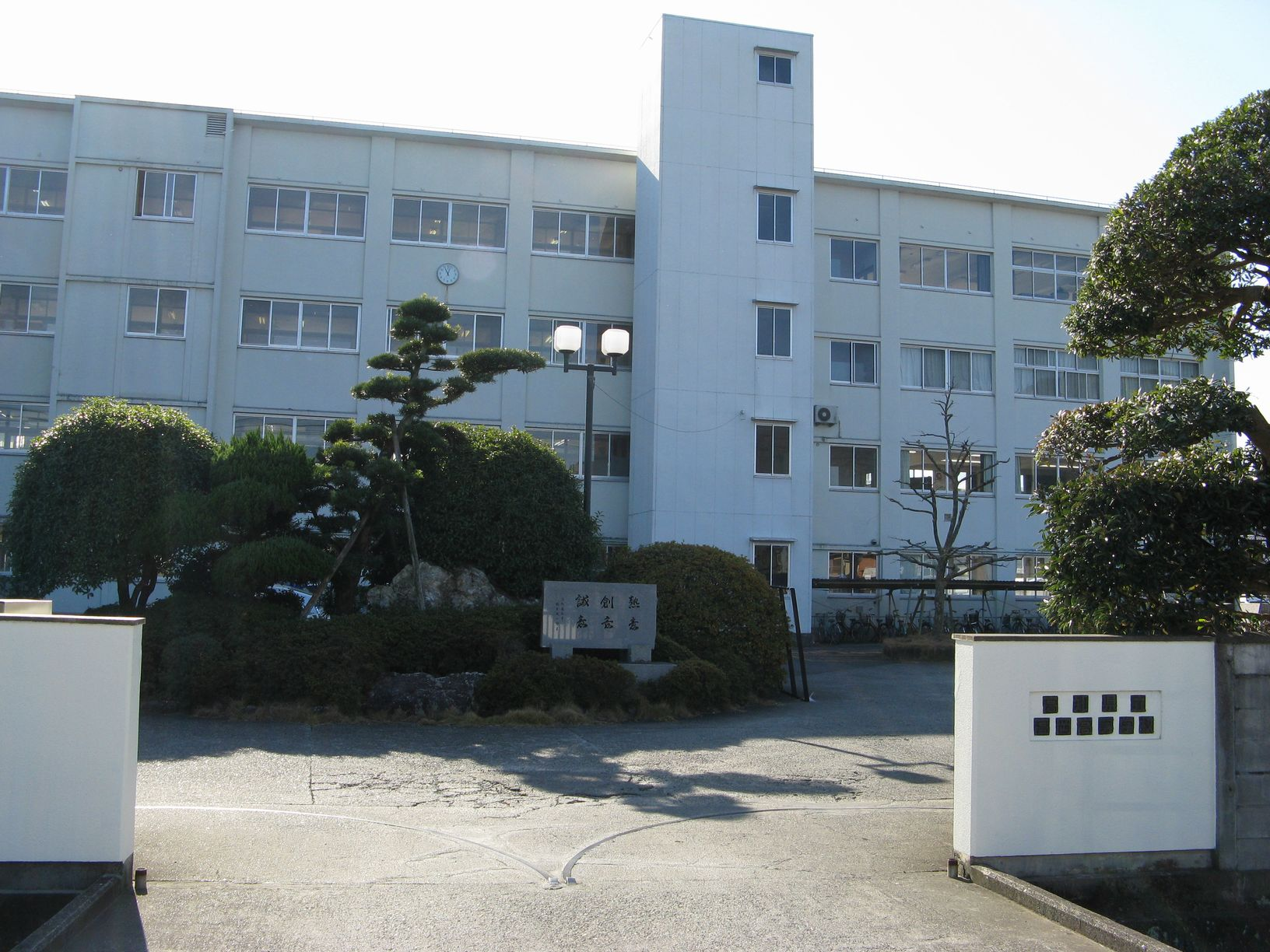
高岡高等学校

土佐市では、「土佐市人材育成奨学資金条例」という奨学金制度がある。なお、奨学金は返還義務がともなう。

### 大学
国立
- 高知大学海洋生物教育研究センター

私立
- 高知リハビリテーション専門職大学

### 専修学校
- 高知リハビリテーション学院（高知学園）

### 高等学校
県立
- 高知県立高岡高等学校（定時制併設）
- 高知県立高知海洋高等学校

私立
- 明徳義塾中学校・高等学校竜国際キャンパス

### 中学校
市立
- 土佐市立高岡中学校
- 土佐市立土佐南中学校
- 土佐市立戸波中学校

### 小学校
市立
- 土佐市立宇佐小学校
- 土佐市立北原小学校
- 土佐市立北原小学校谷地分校(休校中)
- 土佐市立高石小学校
- 土佐市立高岡第一小学校
- 土佐市立高岡第二小学校
- 土佐市立新居小学校
- 土佐市立波介小学校
- 土佐市立蓮池小学校
- 土佐市立戸波小学校

### 特別支援学校

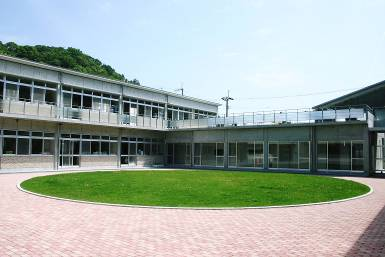
光の村養護学校土佐自然学園

私立
- 学校法人光の村学園 光の村土佐自然学園

### 自動車学校
- 新土佐自動車学校

## 交通

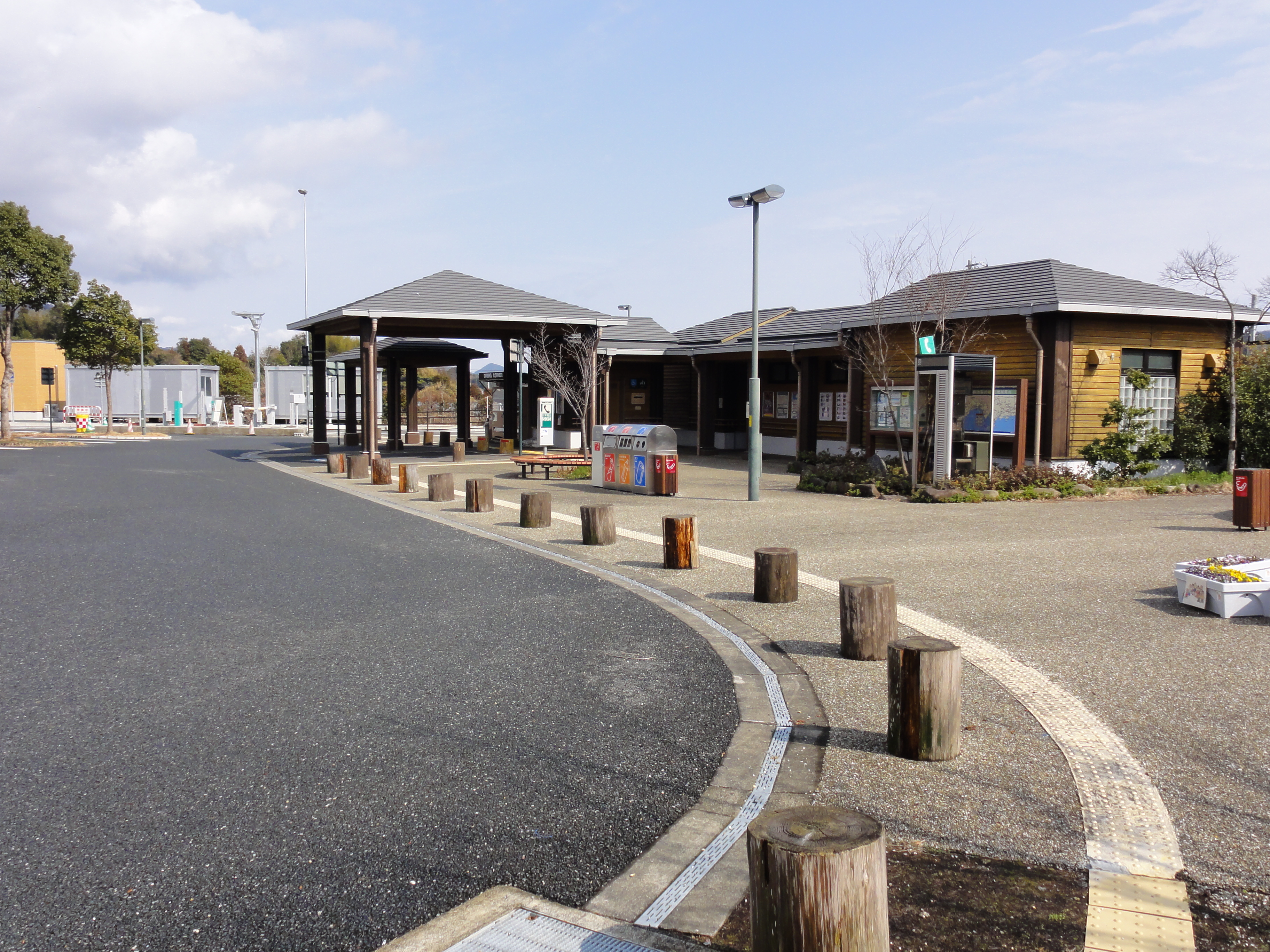
土佐パーキングエリア

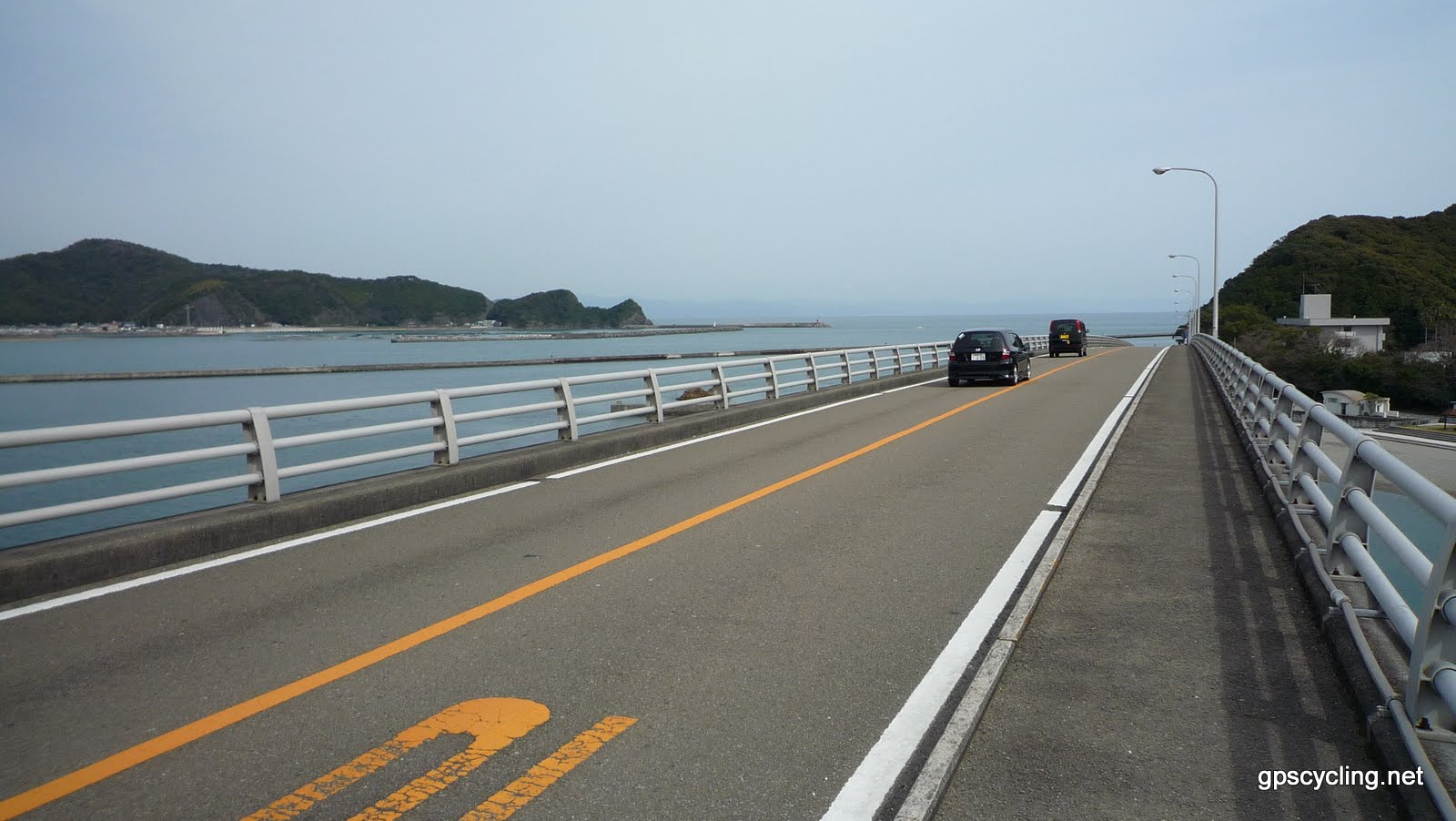
宇佐大橋

### 空港
- 市内には空港は存在しない。最寄りの空港は、高知龍馬空港（南国市）である。

### 鉄道
市内に鉄道路線はない。最寄り駅はJR土讃線朝倉駅あるいは伊野駅。

### バス
路線バス
- とさでん交通
- 高知高陵交通
- 土佐市観光 - 2018年10月1日より土佐市ドラゴンバスを運行。

都市間バス
- ジェイアール四国バス・西日本ジェイアールバス
  - 高知エクスプレス号・京阪神ドリーム高知号: 高岡高校通より神戸・大阪・京都方面

### 道路
高速道路
- 高知自動車道
  - （高知市）- 土佐IC - 土佐PA -（須崎市）

国道
- 国道56号

主要地方道
- 高知県道23号須崎仁ノ線
- 高知県道38号高知土佐線
- 高知県道39号土佐伊野線
- 高知県道47号横浪公園線（横浪黒潮ライン）
- 高知県道53号土佐佐川線

一般県道
- 高知県道282号新居中島線
- 高知県道287号家俊岩戸真幸線
- 高知県道290号岩戸明ヶ谷線
- 高知県道291号谷地日下停車場線

### 主な橋

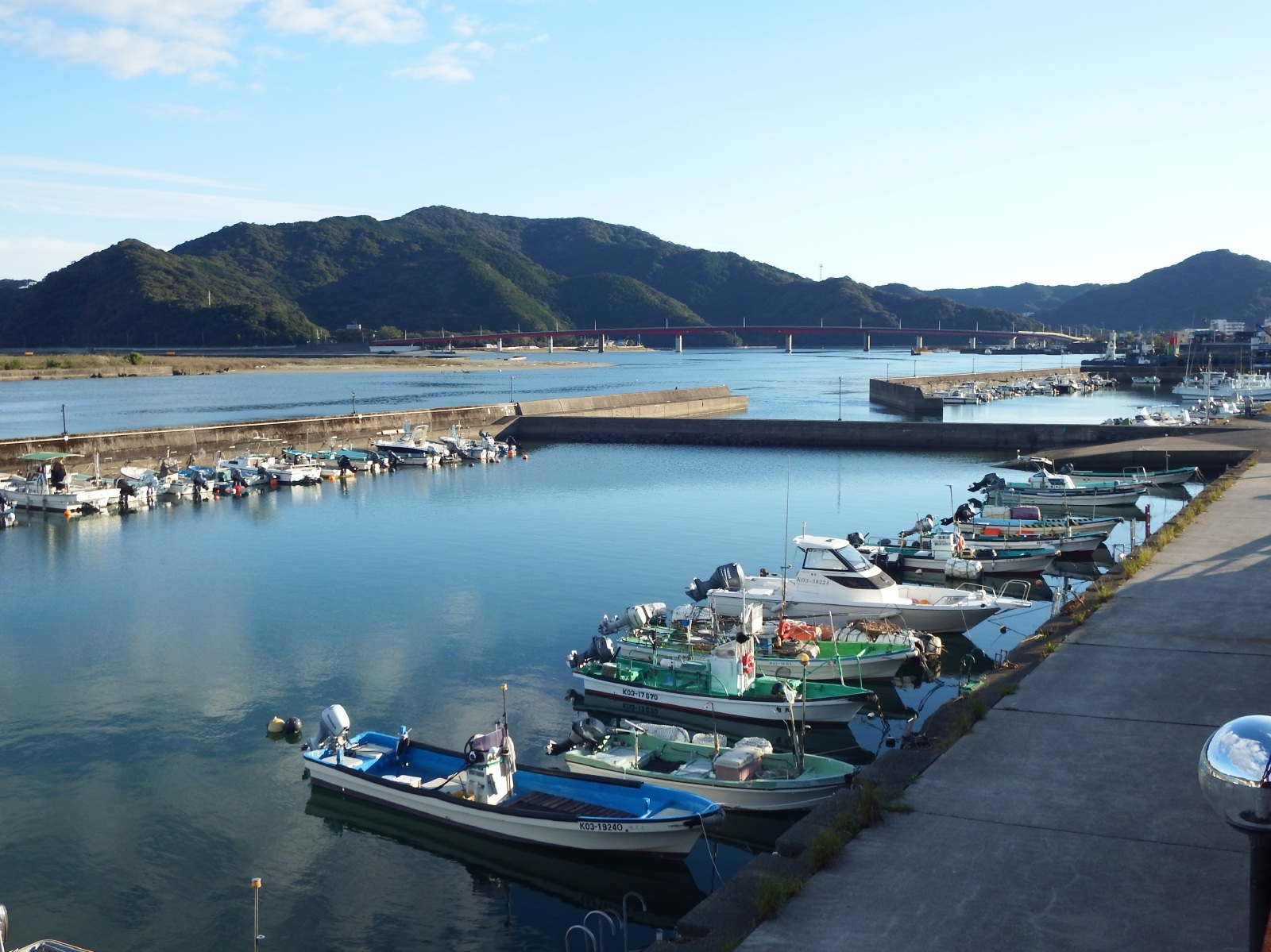
宇佐漁港と宇佐大橋

- 仁淀川河口大橋
- 宇佐大橋
- 新仁淀川大橋
- 仁淀川大橋

## 観光

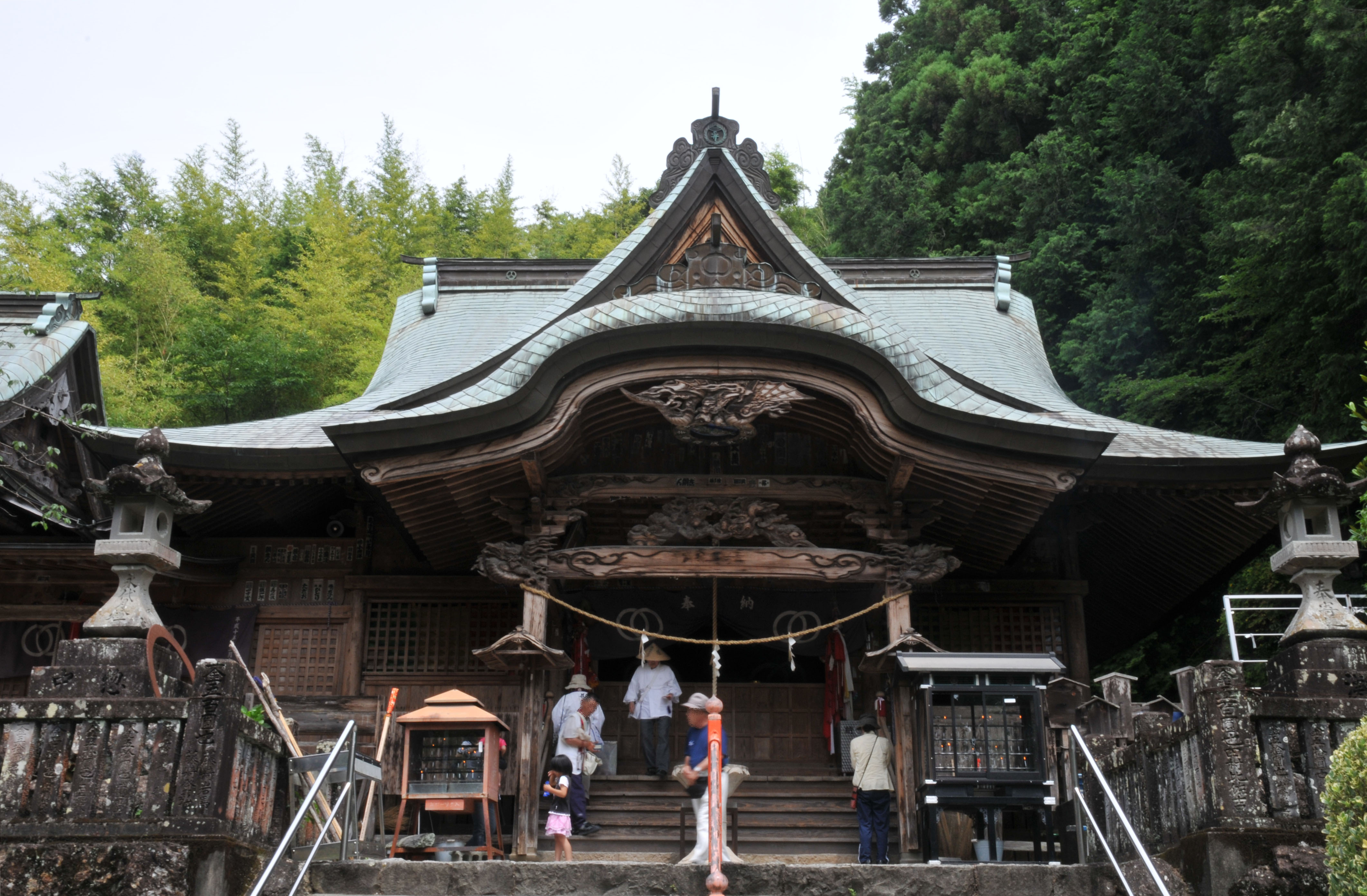
清瀧寺

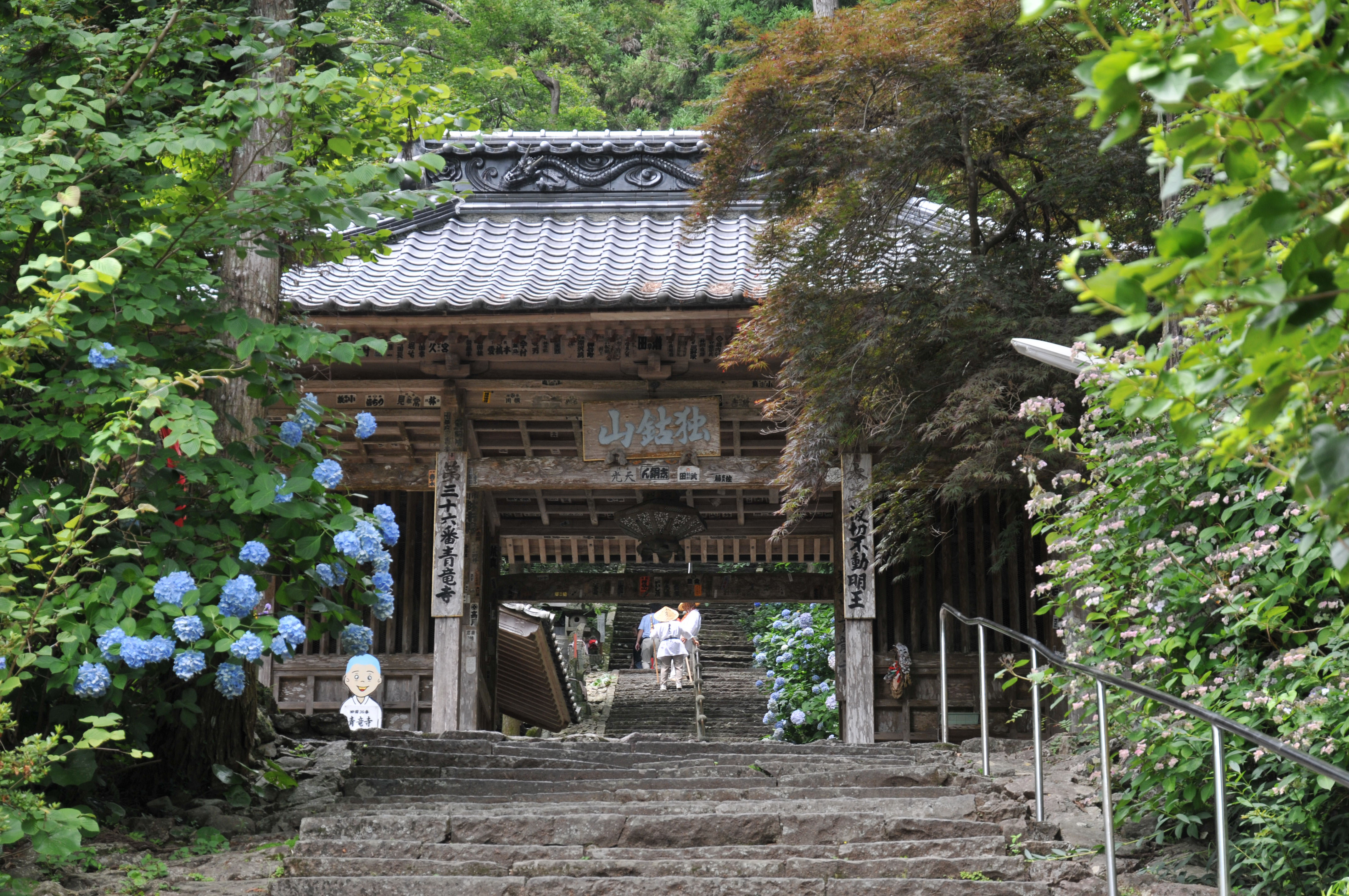
青龍寺山門

### 名所・旧跡
主な城郭
- 蓮池城
- 新居城

主な寺院
- 清瀧寺 - 四国八十八箇所第35番札所
  - 高岳親王塔
- 純信堂
- 真覚寺  - 真宗大谷派の寺院
- 青龍寺 - 四国八十八箇所第36番札所

主な神社
- 琴平神社
- 松尾八幡宮

### 観光スポット

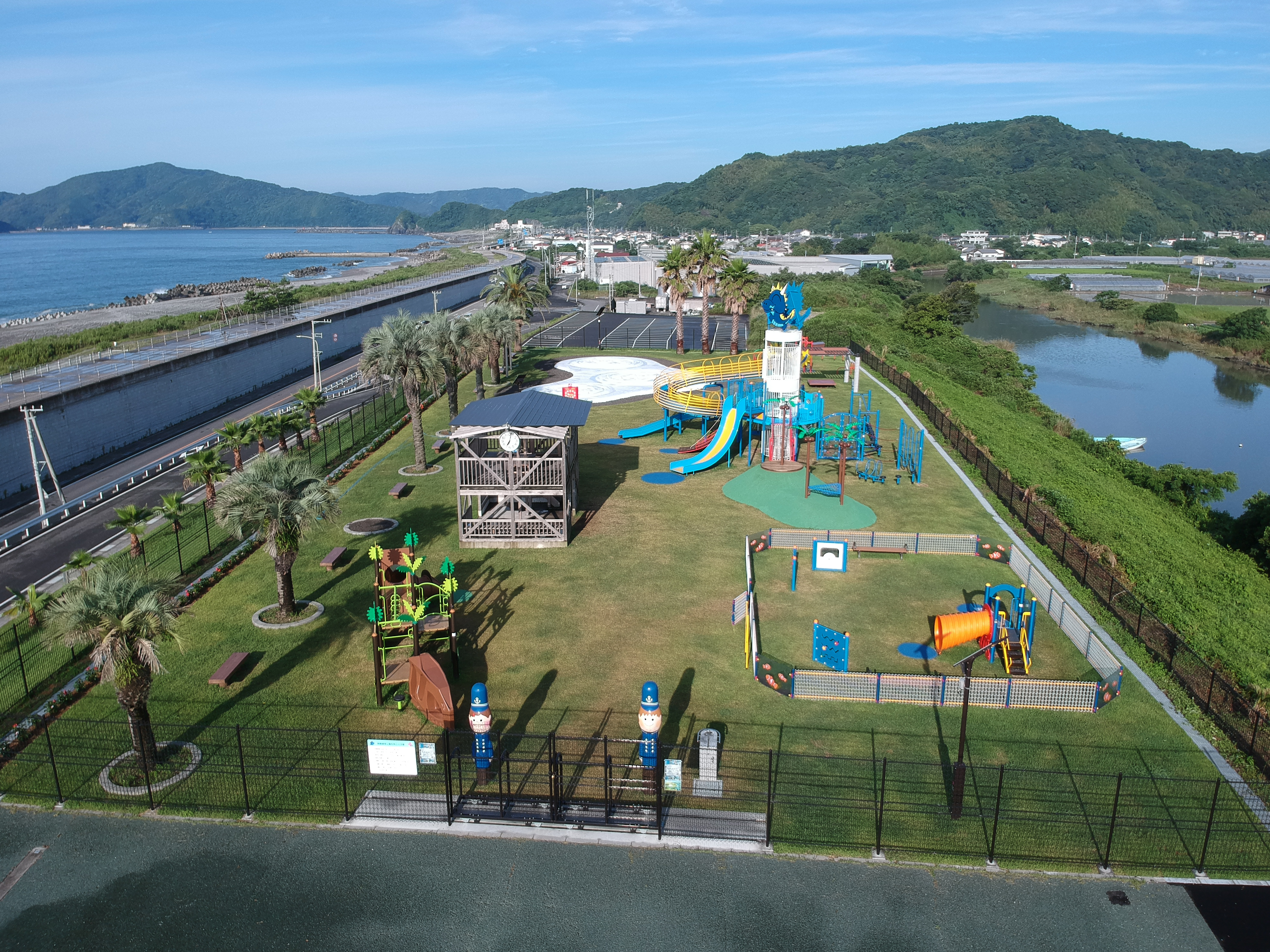
新居緑地公園

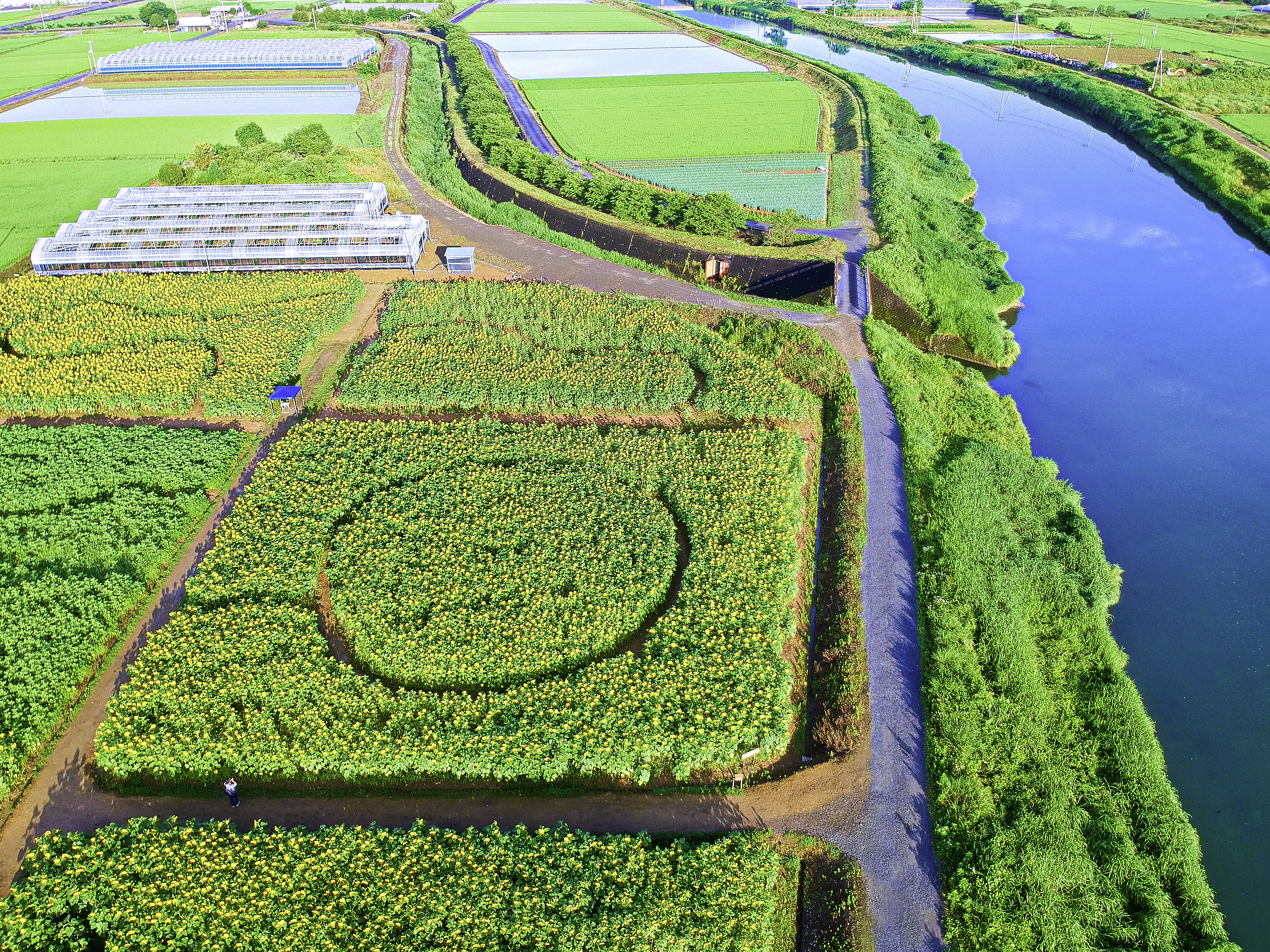
土佐市出間のひまわり畑

自然
- 仁淀川
- 虚空蔵山
- 天崎鍾乳洞
- 五色ノ浜
- 蟹ヶ池
- 穴地蔵（谷地）

公園
- 波介山展望公園
- 新居緑地公園　仁淀川河口大橋

- 蓮池公園
- 城山公園（蓮池城址）
- 宇佐しおかぜ公園

レジャー
- 竜の浜海水浴場
- ホエールウォッチング
- サーフィン
- パラグライダー
- MXパーク土佐

市場
- 高岡の日曜市
- 宇佐土曜市

その他
- 横浪三里横浪スカイライン
- 土佐市出間のひまわり畑

温泉
- 土佐龍温泉

### 天然記念物
- 甲原松尾山のタチバナ群落 - 2008年（平成20年）3月28日、国の天然記念物に指定

## 祭事・催事
- 宇佐大鍋まつり（5月初旬・G.W期間中のいずれか1日）
- 蓮池ハスまつり（7月第1または第2日曜日）
- 宇佐港まつり（8月第2土曜日）
- 大綱祭り（8月第3土曜日）
- 土佐市ドラゴンウォーク（3月27日 - 28日の2日間）
- ふれあいフェスタ（11月3日）
- 西ノ宮八幡宮秋祭り、蓮池太刀踊り（11月3日）

## 文化

### 伝統産業
- 土佐和紙
- 鰹節加工
- 竹細工など

### 特産物
- 土佐文旦
- 小夏
- ショウガ
- 鰹節
- 鰹たたき
- うつぼたたき
- テッポウユリ（生産量全国1位）
- 亀泉（地酒）

## 著名な出身者

### 政治家
- 今村和郎（貴族院勅選議員）
- 楠瀬耕作（須崎市長）
- 塩見俊二（参議院議員・自治大臣・国家公安委員会委員長・厚生大臣）
- 中島信行（初代衆議院議長）
- 西原清東（衆議院議員・第四代同志社社長・アメリカで米作の普及）

### 軍人
- 小川莚喜（海軍少将）
- 坂本政右衛門（陸軍中将）
- 松永雄樹（海軍中将）
- 山脇正隆（陸軍大将）

### 官僚・公務
- 今村鞆（警察官）
- 中平和水（官僚)

### 実業家
- 青木繁吉（実業家）

### 学者
- 市村光恵（憲法学者）

### エンジニア
- 森本裕介（ソフトウェアエンジニア、SASUKE完全制覇者）

### 写真家
- 石元泰博（写真家）
- 井上青龍（写真家）

### 僧侶
- 純信（僧侶）

### 音楽関係・演奏家
- ID (ラッパー)
- 町田義人（ミュージシャン）

### 漫画家
- 楠みちはる（漫画家）

### 俳優
- 西村雄正（俳優）
- 原知佐子（女優）

### アイドル・タレント
- 千崎敏司（タレント、FMラジオパーソナリティー）
- 浜崎慶美（元グラビアアイドル）

### スポーツ

#### 野球
- 有藤通世（元ロッテ監督・TBSテレビ野球解説者）
- 井本隆（元プロ野球選手）
- 岩郷泰博（元プロ野球選手）
- 籠尾良雄（元高校野球指導者）
- 片田謙二（元プロ野球選手）
- 国沢道雄（元プロ野球選手）
- 浜村孝（元プロ野球選手・元ロッテコーチ）
- 森木大智（プロ野球選手・阪神タイガース所属）
- 山下司（元プロ野球選手）
- 横山小次郎（元プロ野球選手）

#### 相撲
- 土佐豊祐哉（大相撲力士）
- 晴ノ海弥太郎（大相撲力士）

### マスコミ
- 西川龍一（NHK解説委員）

### 社会運動家
- 梅津はぎ子（社会運動家）